# Maurice Dutheil de La Rochère
Pour les articles homonymes, voir Dutheil.
Charles Marie Maurice Dutheil de La Rochère, né à Versailles le 9 mai 1870 et mort en déportation en Allemagne le 3 janvier 1944, est un officier et résistant français.

## Biographie

### Famille et formation
Fils aîné du colonel Charles Alfred Marie Dutheil de La Rochère et de Léontine Marie Cécile Aubert du Petit-Thouars de Saint-Georges, Maurice Dutheil de La Rochère est élève de Polytechnique (promotion 1889).
Le 4 avril 1899, il épouse à Toulon, Anne Louise Noëlle Marie de Brion de Boisgillet, née à Pipriac le 28 mars 1873 et morte dans le 7e arrondissement de Paris  le 26 janvier 1962. Le couple a un fils et quatre filles, dont Cécile (1903-1992), résistante membre du réseau du musée de l'Homme.

### Carrière
Maurice Dutheil de La Rochère est capitaine de réserve d’artillerie coloniale au Soudan français (11 juin 1898). Pendant la campagne du Soudan (1898), il se lie d'amitié avec un autre artilleur colonial polytechnicien, Paul Hauet.
Il devient ensuite administrateur de sociétés. Mobilisé en 1914, sept fois cité, deux fois blessé, il est lieutenant-colonel en 1918.
Ami d'enfance de Charles Maurras, dont il partage les convictions, il entre en résistance dès les premiers jours de l'occupation, après la destruction de la statue du général Mangin par les Allemands.
Pendant l'occupation, il anime un mouvement de résistance de la zone Nord de La Vérité française, lié à l'UNCC (union nationale de combattants coloniaux) que son ami, le colonel Hauet, a transformée en filière d'évasion de prisonniers de guerre. Après la guerre, l'UNCC est homologuée par Germaine Tillion dans le Groupe du musée de l'Homme.
Arrêté par la Geheime Feldpolizei, le 3 juillet 1941, il est condamné à mort. Le 8 juin 1942, il est déporté en Allemagne. D'abord à la prison de Karlsruhe, puis à celle de Rheinbach, enfin au bagne de Sonnenburg où il meurt.
Décoré de la croix de guerre 1914-1918, de la médaille de la Résistance, de la croix de guerre 1939-1945 et de la croix de guerre américaine, il est commandeur de la Légion d'honneur.

## Décorations
- Commandeur de la Légion d'honneur (arrêté du 15 mars 1921) ; officier du 20 novembre 1916, chevalier du 20 décembre 1898[3] ;
- Croix de guerre 1914–1918 (7 citations)[4] ;
- Croix de guerre 1939–1945, palme de bronze à titre posthume[4] ;
- Médaille de la Résistance française à titre posthume (décret du 31 mars 1947)[5] ;
- Croix du combattant[4] ;
- Insigne des blessés militaires (2 blessures de guerre en 1914-1918) ;
- Ordre du Service distingué (Royaume-Uni)[4] ;
- Croix de guerre (Etats-Unis)[4].

## Pour approfondir